# Ephedrus plagiator
Ephedrus plagiator is een insect dat behoort tot de orde vliesvleugeligen (Hymenoptera) en de familie van de schildwespen (Braconidae). De wetenschappelijke naam van de soort werd voor het eerst geldig gepubliceerd door Christian Gottfried Daniel Nees von Esenbeck in 1811.
Ephedrus plagiator is een parasiet van verschillende soorten bladluizen, zoals Schizaphis graminum (Rondani), Rhopalosiphum maidis (Fitch), Rhopalosiphum padi (L.) en Macrosiphum avenae (Fabricius).